# Besta de Busco
A Besta de Busco é uma lenda em Churubusco, Indiana, Estados Unidos, sobre uma tartaruga enorme chamada Oscar que os cidadãos afirmam ter visto em 1949. Trata-se de um monstro que supostamente habita o Lago Fulk perto de Churubusco que, de acordo com alguns moradores e criptozoologistas, se parece com uma tartaruga gigante e pesa aproximadamente 180 quilos.
Apesar de uma caça de um mês de duração que rapidamente ganhou atenção nacional, a Besta de Busco nunca foi encontrada..